# GPR141
GPR141, G protein-spregnuti receptor 141, je protein koji je kod čoveka kodiran GPR141 genom.

## Literatura
1. ↑  Vassilatis DK, Hohmann JG, Zeng H, Li F, Ranchalis JE, Mortrud MT, Brown A, Rodriguez SS, Weller JR, Wright AC, Bergmann JE, Gaitanaris GA (2003). „The G protein-coupled receptor repertoires of human and mouse”. Proc Natl Acad Sci U S A. 100 (8): 4903—8. PMC 153653 . PMID 12679517. doi:10.1073/pnas.0230374100.
2. ↑  Fredriksson R, Hoglund PJ, Gloriam DE, Lagerstrom MC, Schioth HB (2003). „Seven evolutionarily conserved human rhodopsin G protein-coupled receptors lacking close relatives”. FEBS Lett. 554 (3): 381—8. PMID 14623098. doi:10.1016/S0014-5793(03)01196-7.
3. 1 2  „Entrez Gene: GPR141 G protein-coupled receptor 141”.

## Dodatna literatura
- Strausberg RL; Feingold EA; Grouse LH;  . (2003). „Generation and initial analysis of more than 15,000 full-length human and mouse cDNA sequences.”. Proc. Natl. Acad. Sci. U.S.A. 99 (26): 16899—903. PMC 139241 . PMID 12477932. doi:10.1073/pnas.242603899.
- Scherer SW; Cheung J; MacDonald JR;  . (2003). „Human chromosome 7: DNA sequence and biology.”. Science. 300 (5620): 767—72. PMC 2882961 . PMID 12690205. doi:10.1126/science.1083423.
- Gerhard DS; Wagner L; Feingold EA;  . (2004). „The status, quality, and expansion of the NIH full-length cDNA project: the Mammalian Gene Collection (MGC).”. Genome Res. 14 (10B): 2121—7. PMC 528928 . PMID 15489334. doi:10.1101/gr.2596504.